# Olavo Yépez
Olavo Yépez Obando (San Gabriel; 20 de agosto de 1937-17 de mayo del 2021) fue un médico y destacado ajedrecista, el primer ecuatoriano en obtener el título de Maestro Internacional de ajedrez (1969).

## Biografía
Nació en San Gabriel, provincia de Carchi, en la parte norte de Ecuador. Hijo mayor de Rodolfo Yépez y Otilia Obando, hermano mayor de Trotzky y Winston también jugadores de ajedrez. Desde muy joven destacó en el juego, cuya práctica combinó con la profesional médica como oftalmólogo.
Fue 6 veces campeón nacional de ajedrez y 15 veces campeón provincial de Pichincha y el primer tablero de Ecuador, en el equipo olímpico en las citas de Tel Aviv 1964, La Habana 1966.
Fue el primer ajedrecista ecuatoriano en haber obtenido el título de Maestro Internacional en 1969, el mismo año que tuvo su mejor participación internacional al ganar ex aqueo con el cubano Eleazar Jiménez la zonal americana que tuvo lugar en Quito.
En 1957 formó parte del combinado nacional como segundo tablero en el IV Campeonato Universitario de Ajedrez en Reikiavik, Islandia. Ese mismo año viajó a Moscú al VI Festival Mundial de la Juventud y los Estudiantes. Participó en los Torneos Panamericanos en Cuba en 1966 y en 1968, en este último obtubo el subcampeonato.

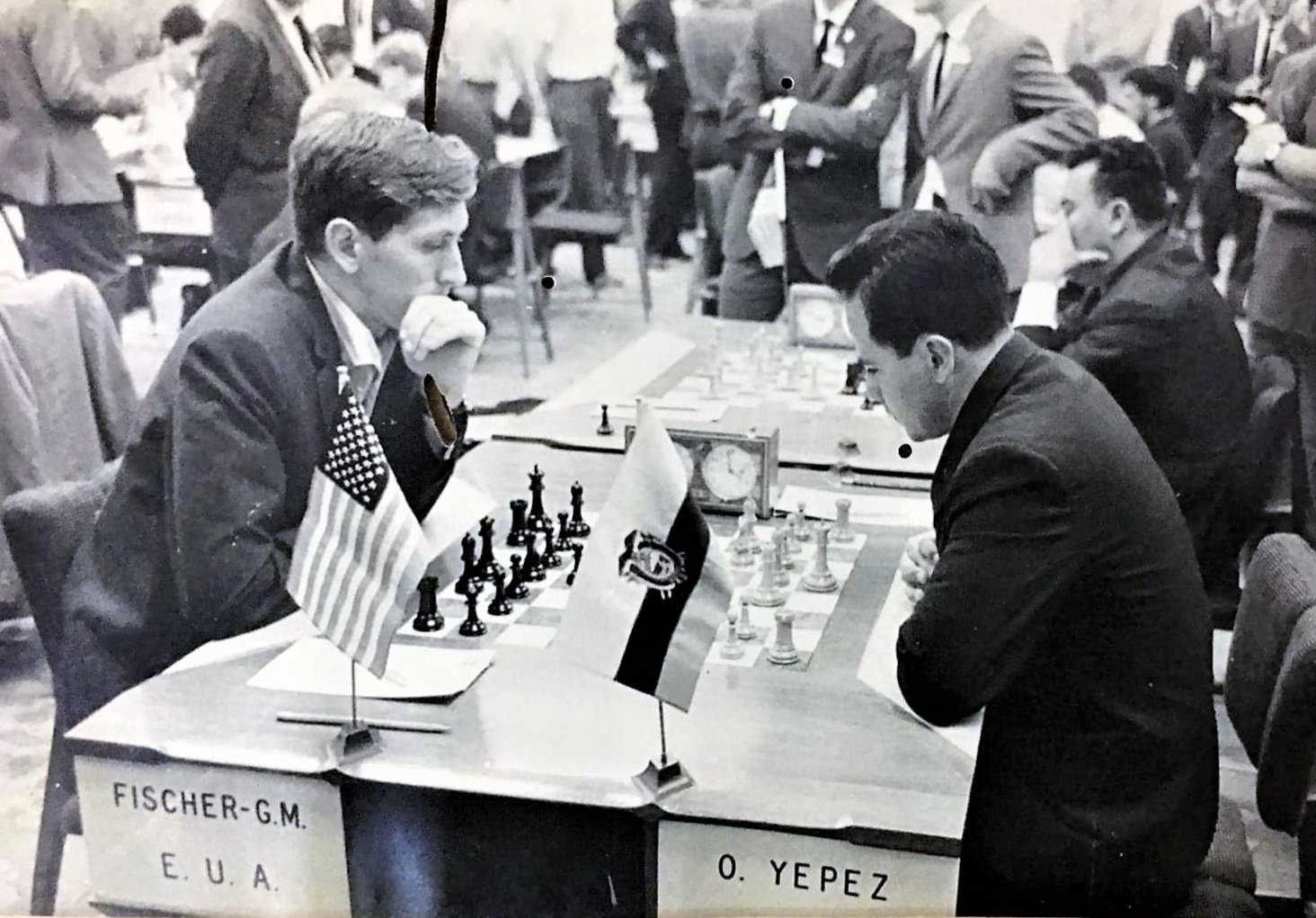
Partida Bobby Fischer - Olavo Yepez

Contemporáneo de Fischer, Karpov, Benko, Panno y Uhlmann, contra quienes llegó a disputar partidas en torneos oficiales.
Por sus logros y trayectoria, en 1968 fue condecorado por el presidente de la República Otto Arosemena Gómez.
Sus últimos años se encontraba retirado de la práctica ajedrecística competitiva y ejercía su profesión en la ciudad de Ibarra, donde residía.